# Ciambellino

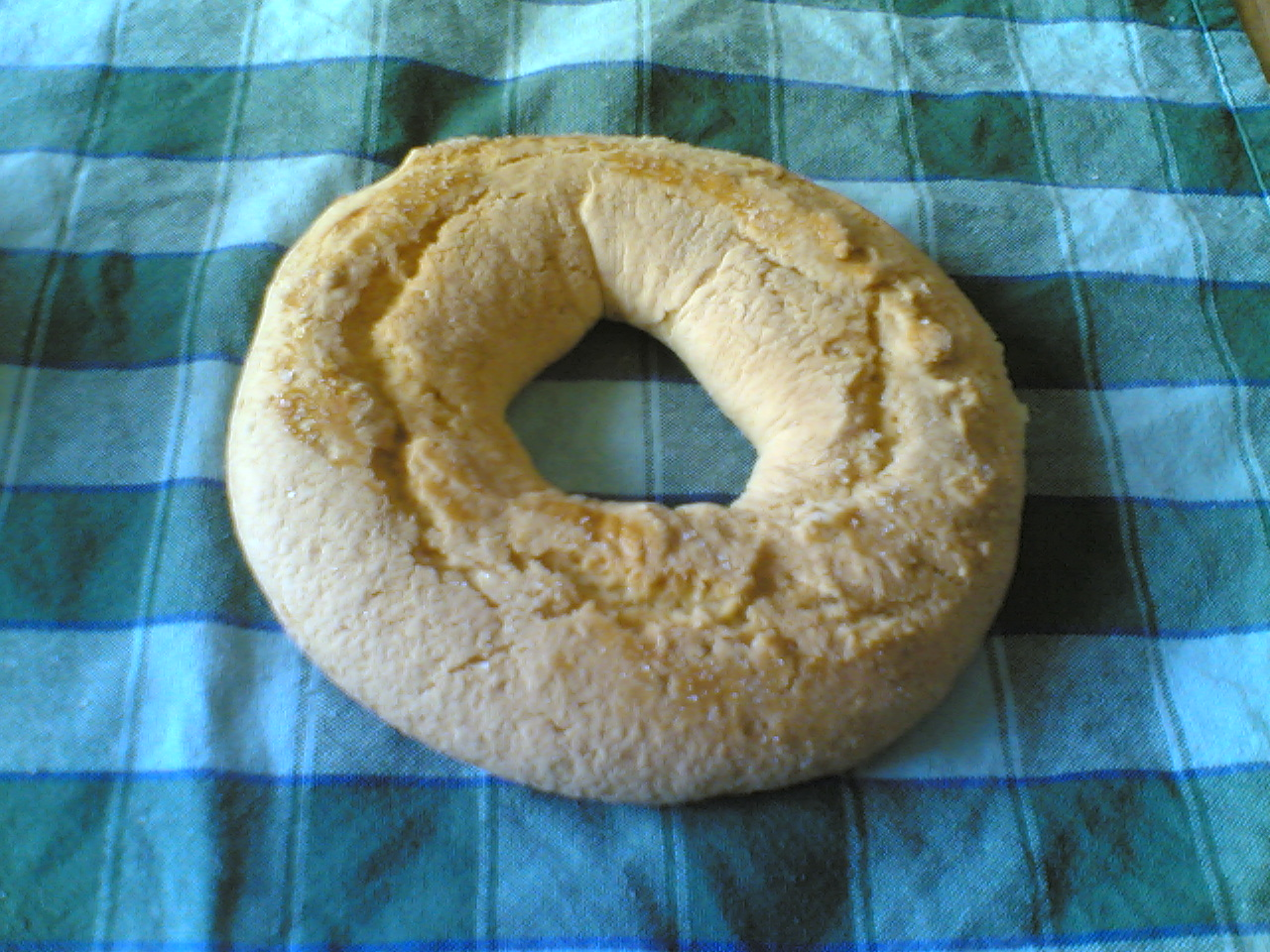
Il Ciambellino tradizionale della Val di Chiana.

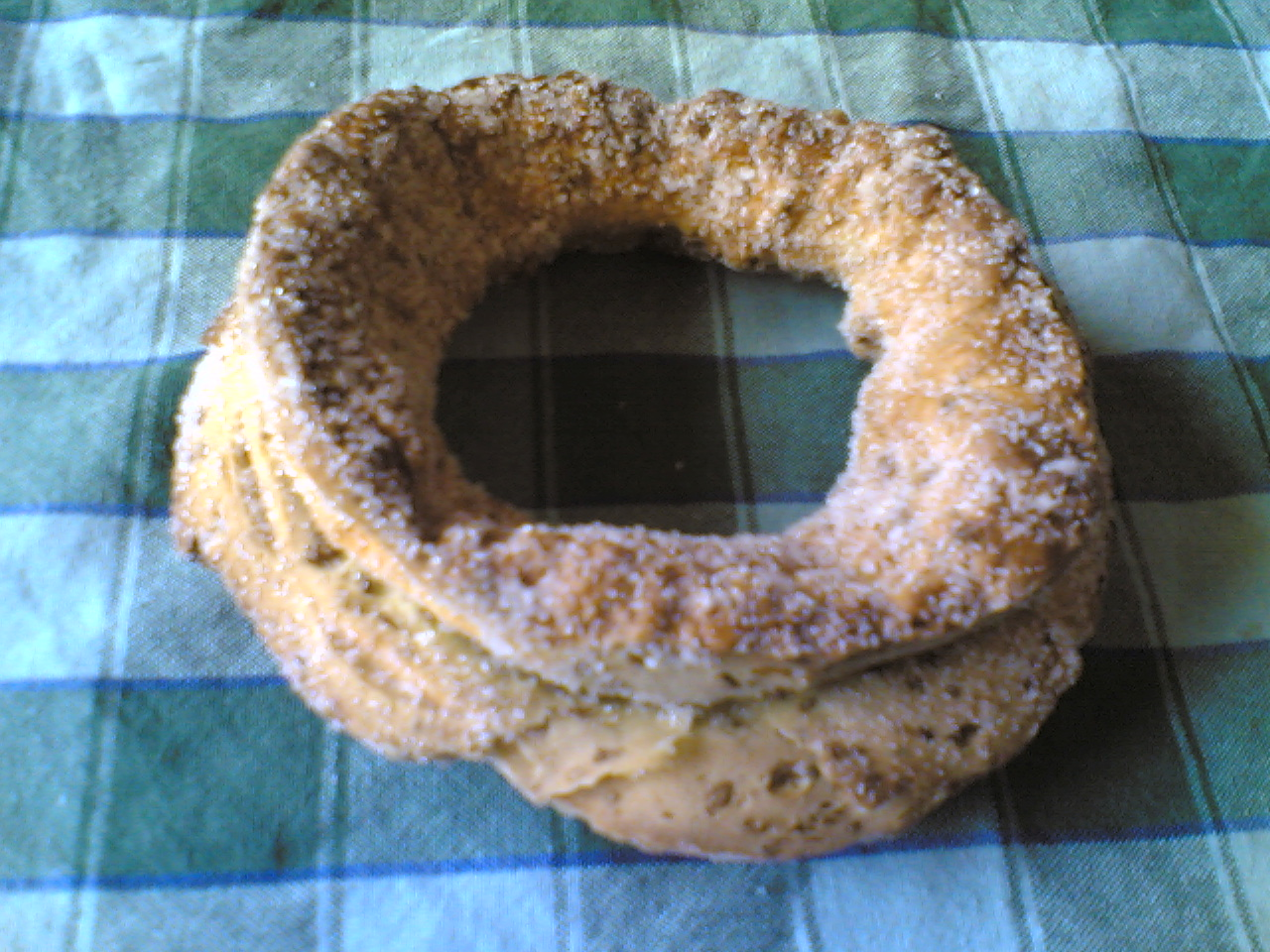
Il Ciambellino bollito di Sinalunga alta.

El ciambellino es un dulce pobre típico de la Toscana. Originario de Foiano della Chiana, consiste en un anillo de masa crujiente a base de huevo y harina, con un diámetro de cerca de 20 cm.
Este dulce se encuentra en varias partes de la Toscana en diferentes variedades y épocas: en el Valle de Chiana, se prepara los primeros días de la Semana Santa, para comerse antes del desayuno de la mañana de Pascua (junto con capocollo, salame nostrale, finocchiona, uovo sodo benedetto y recientemente, trozos del huevo de Pascua de chocolate), y luego como aperitivo o postre los días siguientes, normalmente con el sabroso vin santo. Este dulce representa la Pascua en el imaginario de todos los habitantes del Valle de Chiana, y por tanto el principio del verano.
Todavía perduran numerosas versiones de este dulce, tanto respecto a los ingredientes como a la preparación, que alimentan el campanilismo no solo entre diferentes pueblos sino entre vecinos del mismo. Por esto no hay una receta única, aunque los habitantes de Foiano della Chiana sostienen que ellos cuentan con la original. Destaca el ciambellino bollito, variante típica de Sinalunga y Scrofiano, que se diferencia del ciambellino clásico por el radicalmente diferente procedimiento de cocción, por su consistencia y por la abundancia de azúcar en cristal y anís.
Sin embargo, en Siena se conoce como ciambellino un anillo de masa frita recubierto de azúcar. Se prepara casi exclusivamente en época de Carnaval junto a otros dulces típicos de esta fiesta, como los chiacchiere.